# Штеттен (Ааргау)
Штеттен (нім. Stetten AG) — громада  в Швейцарії в кантоні Ааргау, округ Баден.

## Географія
Громада розташована на відстані близько 85 км на північний схід від Берна, 20 км на схід від Аарау.
Штеттен має площу 4,4 км², з яких на 18% дозволяється будівництво (житлове та будівництво доріг), 48,3% використовуються в сільськогосподарських цілях, 27,2% зайнято лісами, 6,5% не є продуктивними (річки, льодовики або гори).

## Демографія
2019 року в громаді мешкало 2201 особа (+34,2% порівняно з 2010 роком), іноземців було 21,4%. Густота населення становила 499 осіб/км².
За віковим діапазоном населення розподілялося таким чином: 22,4% — особи молодші 20 років, 62,3% — особи у віці 20—64 років, 15,3% — особи у віці 65 років та старші. Було 876 помешкань (у середньому 2,5 особи в помешканні).
Із загальної кількості 882 працюючих 74 було зайнятих в первинному секторі, 558 — в обробній промисловості, 250 — в галузі послуг.